# Love Shack
Love shack is een single van de Amerikaanse rockband The B-52's uit 1989.

## Geschiedenis
Het nummer werd in 1989 uitgebracht als single van hun album Cosmic thing en werd de grootste hit van de band. Het nummer werd geproduceerd door Don Was.
De inspiratie voor het nummer was een huisje in Athens (Georgia). Hier werd ook het nummer Rock lobster bedacht. B-52's-zangeres Kate Pierson bewoonde het huisje in de jaren zeventig. Het huisje brandde in 2004 af.

## Hitnoteringen

### Nederlandse Top 40
| Hitnotering: 09-12-1989 t/m 20-01-1990 | Hitnotering: 09-12-1989 t/m 20-01-1990 | Hitnotering: 09-12-1989 t/m 20-01-1990 | Hitnotering: 09-12-1989 t/m 20-01-1990 | Hitnotering: 09-12-1989 t/m 20-01-1990 | Hitnotering: 09-12-1989 t/m 20-01-1990 | Hitnotering: 09-12-1989 t/m 20-01-1990 | Hitnotering: 09-12-1989 t/m 20-01-1990 |
| Week:                                  | 1                                      | 2                                      | 3                                      | 4                                      | 5                                      | 6                                      |                                        |
| -------------------------------------- | -------------------------------------- | -------------------------------------- | -------------------------------------- | -------------------------------------- | -------------------------------------- | -------------------------------------- | -------------------------------------- |
| Positie:                               | 35                                     | 21                                     | 18                                     | 21                                     | 28                                     | 37                                     | uit                                    |

### NederlandseSingle Top 100
| Hitnotering: 09-12-1989 t/m 10-02-1990 | Hitnotering: 09-12-1989 t/m 10-02-1990 | Hitnotering: 09-12-1989 t/m 10-02-1990 | Hitnotering: 09-12-1989 t/m 10-02-1990 | Hitnotering: 09-12-1989 t/m 10-02-1990 | Hitnotering: 09-12-1989 t/m 10-02-1990 | Hitnotering: 09-12-1989 t/m 10-02-1990 | Hitnotering: 09-12-1989 t/m 10-02-1990 | Hitnotering: 09-12-1989 t/m 10-02-1990 | Hitnotering: 09-12-1989 t/m 10-02-1990 | Hitnotering: 09-12-1989 t/m 10-02-1990 |
| Week:                                  | 1                                      | 2                                      | 3                                      | 4                                      | 5                                      | 6                                      | 7                                      | 8                                      | 9                                      |                                        |
| -------------------------------------- | -------------------------------------- | -------------------------------------- | -------------------------------------- | -------------------------------------- | -------------------------------------- | -------------------------------------- | -------------------------------------- | -------------------------------------- | -------------------------------------- | -------------------------------------- |
| Positie:                               | 55                                     | 28                                     | 19                                     | 15                                     | 19                                     | 23                                     | 33                                     | 61                                     | 91                                     | uit                                    |

### VlaamseRadio 2 Top 30
| Hitnotering: (Week 1) 06-01-1990 Hitnotering: (Week 2) 20-01-1990 | Hitnotering: (Week 1) 06-01-1990 Hitnotering: (Week 2) 20-01-1990 | Hitnotering: (Week 1) 06-01-1990 Hitnotering: (Week 2) 20-01-1990 | Hitnotering: (Week 1) 06-01-1990 Hitnotering: (Week 2) 20-01-1990 | Hitnotering: (Week 1) 06-01-1990 Hitnotering: (Week 2) 20-01-1990 |
| Week:                                                             | 1                                                                 |                                                                   | 2                                                                 |                                                                   |
| ----------------------------------------------------------------- | ----------------------------------------------------------------- | ----------------------------------------------------------------- | ----------------------------------------------------------------- | ----------------------------------------------------------------- |
| Positie:                                                          | 27                                                                | uit                                                               | 9                                                                 | uit                                                               |

### NPO Radio 2 Top 2000
| Nummer met noteringen in de NPO Radio 2 Top 2000 | '09  | '10 | '11 | '12  | '13  | '14  | '15  | '16  | '17  | '18  | '19  | '20  | '21  | '22  | '23  |
| ------------------------------------------------ | ---- | --- | --- | ---- | ---- | ---- | ---- | ---- | ---- | ---- | ---- | ---- | ---- | ---- | ---- |
| Love Shack                                       | 1053 | 750 | 883 | 1473 | 1289 | 1229 | 1399 | 1309 | 1418 | 1985 | 1896 | 1847 | 1717 | 1794 | 1931 |

1. ↑  Een vetgedrukt getal geeft de hoogste notering aan.
2. ↑  2009 was het eerste jaar met een notering voor dit nummer.
3. ↑  Deze tabel is bijgewerkt tot en met de laatste editie (2024).